# Santo Tomas (Batangas)
Santo Tomas (Bayan ng Santo Tomas) är en kommun i Filippinerna. Kommunen ligger på ön Luzon, och tillhör provinsen Batangas. Folkmängden uppgår till 124 740 invånare.

## Barangayer
Santo Tomas är indelat i 30 barangayer.
| - Barangay I (Pob.) - Barangay II (Pob.) - Barangay III (Pob.) - Barangay IV (Pob.) - San Agustin - San Antonio - San Bartolome - San Felix - San Fernando - San Francisco - San Isidro Norte - San Isidro Sur - San Joaquin - San Jose - San Juan | - San Luis - San Miguel - San Pablo \ Blenda - San Pedro - San Rafael - San Roque - San Vicente - Santa Ana - Santa Anastacia - Santa Clara \ Rodel - Santa Cruz - Santa Elena - Santa Maria - Santiago - Santa Teresita |